# Issanlas
Issanlas é uma comuna francesa na região administrativa de Auvérnia-Ródano-Alpes, no departamento de Ardèche. Estende-se por uma área de 28,4 km². Em 2010 a comuna tinha 104 habitantes (densidade: 3,7 hab./km²).